# Wawayandaïta
La wawayandaïta és un mineral de la classe dels silicats. Rep el nom pel llenguatge dels primers habitants de la zona on va ser descoberta (Franklin, Nova Jersey), la dels indis Lenni Lenape, "wawayanda", que significa molts o diversos bobinats, en al·lusió a l'hàbit grossament corbat i sinuós dels cristalls del mineral.

## Característiques
La wawayandaïta és un silicat de fórmula química Ca₆Mn₂BBe9Si₆O23(OH,Cl)15. Va ser aprovada com a espècie vàlida per l'Associació Mineralògica Internacional l'any 1988. Cristal·litza en el sistema monoclínic. La seva duresa a l'escala de Mohs és 1. Es coneixen molt pocs exemplars d'aquesta químicament inusual espècie.
Segons la classificació de Nickel-Strunz, la wawayandaïta pertany a «09.HA - Silicats sense classificar, amb alcalins i elements terra-alcalins» juntament amb els següents minerals: ertixiïta, kenyaïta, magbasita, afanasyevaïta, igumnovita, rudenkoïta, foshallasita, nagelschmidtita, caryocroïta, juanita, tacharanita, oyelita, denisovita i tiettaïta.

## Formació i jaciments
Va ser descoberta a la mina Franklin, a la localitat de Franklin, dins el comtat de Sussex, a Nova Jersey (Estats Units), on sol trobar-se associada a altres minerals com la wil·lemita i la friedelita.